# Maniche (Haiti)
Maniche (em crioulo, Manich), é uma comuna do Haiti, situada no departamento do Sul e no arrondissement de Les Cayes. De acordo com o censo de 2003, sua população total é de 7.380 habitantes.